# Třída Asašio
Třída Asašio (japonsky: 朝潮型 Asašio-gata) sestávala z deseti „torpédoborců první třídy“ (一等駆逐艦 Ittó kučikukan) japonského císařského námořnictva. Jednotky byly stavěny v letech 1937 až 1939 na základě plánu rozvoje loďstva z roku 1934. Torpédoborce třídy Asašio byly větší a rychlejší, než předchozí třída Širacuju a nesly silnější hlavňovou výzbroj složenou ze šesti 127mm kanónů typu 3. roku (poprvé od třídy Fubuki).
Torpédoborce se zúčastnily druhé světové války a všech deset jednotek v ní bylo potopeno. Čtyři jednotky se potopily v souboji s hladinovými plavidly (tři z nich během bitvy v průlivu Surigao), čtyři měly na svědomí letecké útoky a dvě padly za oběť ponorkám.

## Pozadí vzniku
Podle „doplňovacího programu pomocných plavidel z roku 1934“ (známějšího jako „2. doplňovací program“ ~ 第二次補充計画 Dai–ni–dži hodžú keikaku, či neoficiálně „program druhého kruhu“ ~ マル2計画 Maru ni keikaku) mělo být postaveno čtrnáct nových torpédoborců. První čtyři tvořily druhou sérii třídy Širacuju a deset zbývajících mělo patřit nové třídě Asašio. Nové torpédoborce měly být o 7,5 metrů na vodorysce delší a přibližně o 275 tun standardního výtlaku těžší, než jednotky třídy Širacuju. Zvětšení rozměrů a návrat k velkým a silně vyzbrojeným torpédoborcům byl umožněn díky tomu, že Japonsko odstoupilo od londýnské námořní konference.

## Konstrukce

### Pohon
Dvě sestavy parních turbín Kanpon byly umístěny v jedné společné strojovně. Každá sestava obsahovala po jedné vysokotlaké, středotlaké a nízkotlaké turbíně, které přes převodovku poháněly jednu hřídel. Každá sestava měla výkon 25 000 k (18 387,5 kW) při 380 otáčkách lodního šroubu za minutu. Díky novým výkonnějším turbínám vzrostla rychlost na 35 uzlů (64,8 km/h). Navíc každá sestava obsahovala (naposledy u torpédoborců císařského námořnictva) jednu turbínu pro plavbu cestovní rychlostí. Podle schématu v Nippon kaigun kantei šašinšú byla cestovní turbína spojena přes převodovku se středotlakou turbínou, kdežto podle Lacroix & Wells měla být přes převodovku napojena na vysokotlakou turbínu.
Přehřátou páru pro parní turbíny generovaly tři vodotrubné kotle Ro-gó Kanpon šiki ve třech kotelnách. Přední komín odváděl spaliny z předních dvou kotelen a zadní komín ze zadní kotelny.
Výrobu elektrické energie zajišťovaly dva dieselgenerátory a jeden turbogenerátor umístěné za strojovnou s turbínami. Oba dieselgenerátory byly umístěny mezi hřídelemi lodních vrtulí a turbogenerátor byl umístěn na levoboku.

### Výzbroj
Torpédová výzbroj zůstala zachována jako u předchozí třídy. Přední čtyřhlavňový 610mm torpédomet typu 92 modelu 2 se nacházel na nástavbě mezi komíny, přičemž po stranách zadního komínu se nacházely zásobníky po dvou rezervních torpédech. Zadní torpédomet se nacházel na palubě za zadním komínem a jeho zásobník se čtyřmi náhradními torpédy se nacházel nalevo od podélné osy plavidla a zadní nástavby. Oba torpédomety byly zakrytované.
Hlavní dělostřelecká výzbroj byla posílena na úroveň torpédoborců třídy Fubuki, tedy na šest 127mm kanónů typu 3. roku ve třech dvouhlavňových věžích typu C s elevací hlavní až 55°. Jedna věž se nacházela na přední palubě před můstkem, druhá na zadní nástavbě a třetí na palubě za zadní nástavbou.
Poprvé byly na japonských torpédoborcích jako lehká protiletadlová zbraň zvoleny 25mm kanóny typu 96. Zpočátku nesly jednotky třídy Asašio dva 25mm dvoukanóny na platformě u zadního komínu.

## Pozdější modifikace
U Asašio se – jako na první dokončené jednotce – během zkušebních plaveb objevily problémy s ovladatelností, které se ale podařilo odstranit přepracováním zádě a kormidla. Turbíny a hřídele trpěly vibracemi, ale tyto problémy se na všech jednotkách podařilo vyřešit do prosince 1941.
Během války byla posilována protiletadlová výzbroj a došlo k instalaci radarů na přežívajících jednotkách. 25mm kanóny byly montovány v jedno–, dvou– a trojhlavňovém uspořádání a jejich počet stoupl až na 28 hlavní. Během války byla odstraněna 127mm věž číslo 2 ze zadní nástavby, aby uvolnila místo dalším 25mm kanónům typu 96. Podle Wiśniewskieho se tak stalo v letech 1943 až 1944, zatímco podle Nevitta se tak stalo pouze u čtyř přežívajících jednotek v červnu 1944.
Instalace radarů se dočkaly pravděpodobně pouze poslední čtyři přežívající jednotky. Nesly metrový přehledový radar 13-gó pro sledování vzdušných cílů a centimetrový přehledový radar 22-gó pro sledování vzdušných i hladinových cílů.

## Jednotky třídyAsašio
| Jméno           | Loděnice           | Položení kýlu     | Spuštění           | Přijetí do služby | Osud |
| --------------- | ------------------ | ----------------- | ------------------ | ----------------- | --- |
| Asašio (朝潮)   | arzenál Sasebo     | 7. září 1935      | 16. prosince 1936  | 31. srpna 1937    | 3. března 1943 potopen spojeneckými letadly v bitvě v Bismarckově moři                                      |
| Óšio (大潮)     | arzenál Maizuru    | 5. srpna 1936     | 19. dubna 1937     | 31. října 1937    | 20. února 1943 potopen ponorkou USS Albacore severozápadně od ostrova Manus                                 |
| Mičišio (満潮)  | Fudžinagata, Ósaka | 5. listopadu 1935 | 15. března 1937    | 31. října 1937    | 25. října 1944 potopen americkými torpédoborci během bitvy v průlivu Surigao                                |
| Arašio (荒潮)   | Kawasaki, Kóbe     | 1. října 1935     | 26. května 1937    | 30. prosince 1937 | 4. března 1943 potopen spojeneckými letadly v bitvě v Bismarckově moři                                      |
| Nacugumo (夏雲) | arzenál Sasebo     | 1. července 1936  | 26. května 1937    | 10. února 1938    | 12. října 1942 potopen spojeneckými letadly po bitvě u mysu Esperance, západo–severozápadně od ostrova Savo |
| Jamagumo (山雲) | Fudžinagata, Ósaka | 4. listopadu 1936 | 24. července 1937  | 15. ledna 1938    | 25. října 1944 potopen torpédoborcem USS McDermut během bitvy v průlivu Surigao                             |
| Minegumo (峯雲) | Fudžinagata, Ósaka | 22. března 1937   | 4. listopadu 1937  | 30. dubna 1938    | 5. března 1943 potopen americkými křižníky a torpédoborci během bitvy v Blackettově průlivu                 |
| Asagumo (朝雲)  | Kawasaki, Kóbe     | 23. prosince 1936 | 5. listopadu 1937  | 31. března 1938   | 25. října 1944 potopen americkými křižníky a torpédoborci během bitvy v průlivu Surigao                     |
| Arare (霰)      | arzenál Maizuru    | 5. března 1937    | 16. listopadu 1937 | 15. dubna 1939    | 5. července 1942 potopen ponorkou USS Growler východně od ostrova Kiska                                     |
| Kasumi (霞)     | Uraga, Jokosuka    | 1. prosince 1936  | 18. listopadu 1937 | 24. června 1939   | 7. dubna 1945 potopen letadly z TF 58 jihozápadně od Nagasaki během operace Ten-gó                          |